# Marcello Mascherini

Marcello Mascherini sul Carso

Marcello Mascherini (Udine, 14 settembre 1906 – Padova, 19 febbraio 1983) è stato uno scultore e scenografo italiano.

## Biografia
Nacque da Maria Luigia Mascarin e da padre ignoto, membro di una benestante famiglia pordenonese di orafi ed artisti, tra cui lo scultore Antonio Marsure (Pordenone, 1807 – 1855). Dopo una permanenza a Fagnigola di Azzano Decimo, nel 1912 si trasferisce a Trieste, importante città dell'Impero Austro-Ungarico, ma nella primavera del 1915 è costretto a fuggire assieme alla madre in quanto sudditi del Regno d’Italia, per via della evacuazione del Trentino e del Litorale austriaco. Stabilitosi ad Isernia, nel Molise, apprende i primi rudimenti artistici frequentando artigiani locali e si diploma alla Regia Scuola d’arte applicata all’industria. Ritorna a Trieste solamente nel 1920 alla conclusione della Guerra. Qui frequenta la Scuola per capi d'arte dell'Istituto industriale "Alessandro Volta", dove si forma con Alfonso Canciani diplomandosi nel 1924 come scultore ornatista (livello superiore rispetto allo scalpellino). Lavora per un breve periodo nello studio di Franco Asco, dove approfondisce la tecnica scultorea.
Il primo a notare le sue capacità è il giornalista e critico d'arte Silvio Benco nel 1924, a cui segue una prima mostra personale nel 1925 esponendo alcuni gessi al Circolo artistico di Trieste. 

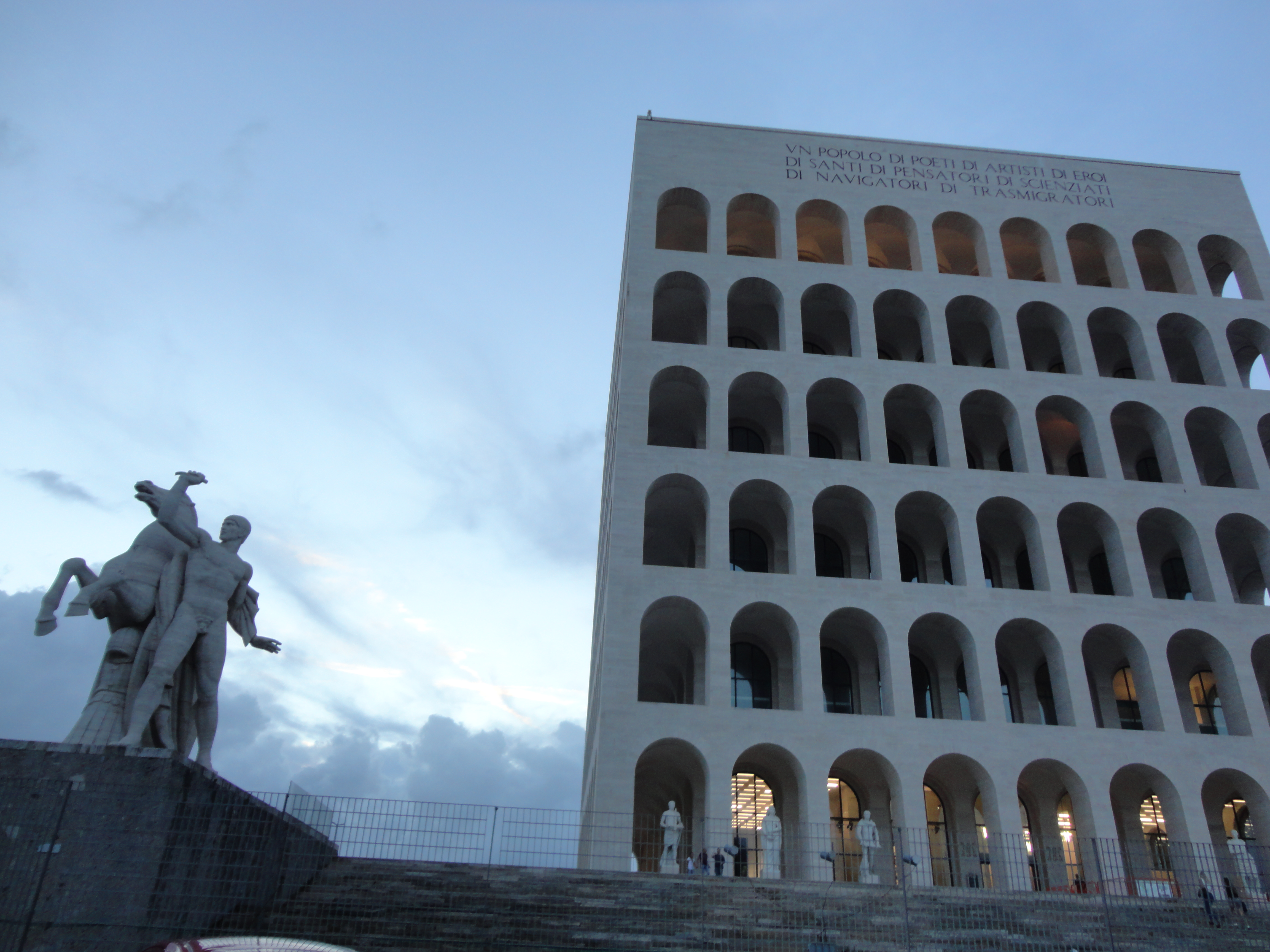
Palazzo della Civiltà Italiana, Roma

Nel 1926 partecipa con l’architetto triestino Aldo Cervi al Concorso Nazionale per il Monumento ai Caduti di Como ed inizia ad ottenere incarichi per monumenti funerari e pubblici. Nel 1928 realizza, su invito dell’architetto Umberto Nordio, alcuni bassorilievi per il foyer del nuovo Teatro Politeama Rossetti di Trieste. Partecipa inoltre ai concorsi per il Ponte dell’Accademia di Venezia nel 1933, per il Palazzo Littorio a Roma nel 1934 e per il Palazzo della Civiltà Italiana (E.U.R.) nel 1937, realizzando per quest’ultimo due delle ventotto statue in marmo tuttora collocate al pianterreno: L’Archeologia e Il Genio del Teatro. 
Dal 1931 a tutte le prime dieci rassegne della Quadriennale romana, con sale personali nelle edizioni 1948 e 1959-1960; alle Triennali di Milano nelle edizioni 1933, 1936, 1951, 1960; a partire dal 1934, a ben undici edizioni della Biennale Internazionale di Venezia con sale personali nel 1938, 1942, 1954, 1962 e ricevendo nel 1950 il Primo Premio per la Scultura ex aequo con Luciano Minguzzi; alle Biennali d’Arte Triveneta e Concorsi Internazionali del Bronzetto di Padova (ininterrottamente dal 1951 al 1973). In particolare la I Quadriennale del 1931 gli permette di entrare in contatto con la scultura di Medardo Rosso, ma soprattutto di Arturo Martini, assieme alla scoperta dell’arte etrusca nel Museo di Villa Giulia a Roma. Alla V Triennale di Milano del 1933, nel salone centrale del Palazzo dell'Arte per la Mostra Internazionale dei Trasporti ordinata da Gustavo Pulitzer Finali con disegni di Bruno Munari, espone la grande opera in gesso Icaro per cui riceve il Diploma di medaglia d’argento. L’anno successivo l’opera verrà riallestita, nella “Sala d’Icaro” dello stesso edificio dall’architetto Giuseppe Pagano con una pittura murale nuovamente di Bruno Munari, per l’Esposizione dell’Aeronautica Italiana. La collaborazione con Gustavo Pulitzer Finali gli procurerà anche gli incarichi per opere decorative nelle nuove città minerarie di Arsia in Istria (1937) e Carbonia in Sardegna (1938). Mentre alla Biennale di Venezia del 1938 è notato dalla critica, complice l’ammirazione per l’idealismo classico del francese Aristide Maillol, raggiungendo un sentimento plastico riconosciuto in importanti rassegne nazionali; nel 1940 ottiene da Benito Mussolini il Premio Unico dell’Accademia d’Italia per la scultura; nel 1941, per Eva (1939), il Primo Premio per la Scultura “Medardo Rosso” alla III Mostra del Sindacato Nazionale Fascista Belle Arti a Milano; per Venere marina (1942) il Primo Premio Nazionale di Scultura “Donatello” a Firenze nel 1943 e nello stesso anno il Primo Premio per la Scultura alla Mostra Nazionale d’Arte a Verona.

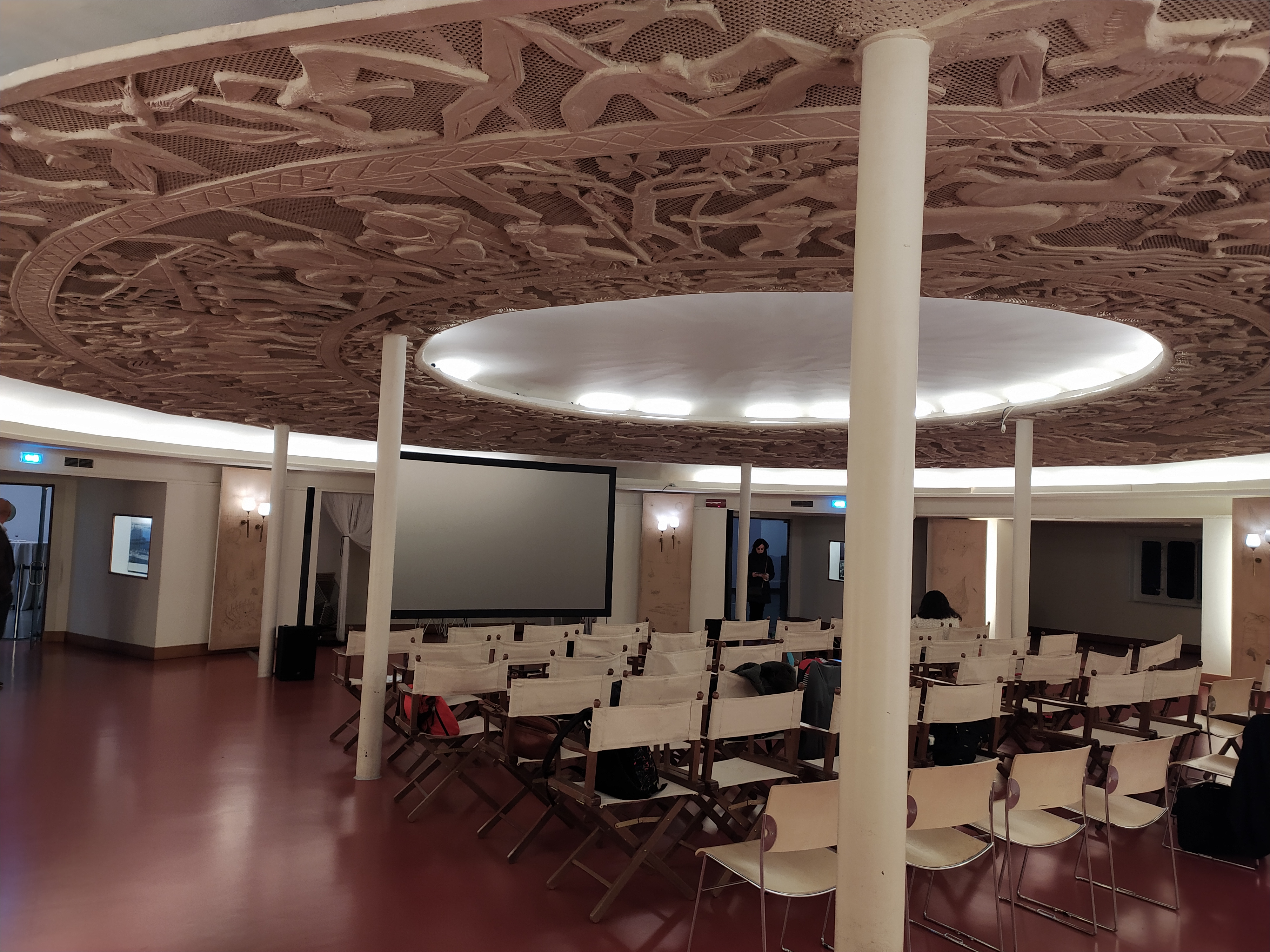
L'Anello degli Argonauti (1949), già sul soffitto del salone delle feste del transatlantico Conte Biancamano; attualmente al Museo della Scienza e della Tecnica, Milano

Nel 1931, su invito di Giò Ponti e Gustavo Pulitzer Finali, esegue i due profili in bronzo Il Duce e Il Re per la Sala delle Feste della motonave Victoria I. Entra in contatto con lo scultore Libero Andreotti, il pittore Augusto Cernigoj e gli architetti Gustavo Pulitzer Finali e Giò Ponti, iniziando così una lunga attività di collaborazione con artisti ed architetti di fama per la realizzazione di opere d’arte collocate in transatlantici e navi da crociera: Calitea (1933), Vulcania (1934), Saturnia (1936), Roma (turbonave, 1938), Roma (corazzata, 1940), Italia (1948), Esperia (1949), Conte Biancamano (1949), Australia (1950-51), Augustus (1951), Homeric (1954), San Giorgio (1956), Ausonia (1957), Federico C. (1958), Franca C. (1959), Leonardo da Vinci (1960), Guglielmo Marconi (1962), Oceanic (1964), Italia (1965), Raffaello (1965), Angelina Lauro (1966), Achille Lauro (1966). 
Nel 1940, su segnalazione di Giò Ponti, viene invitato a collaborare al riallestimento della sede del Rettorato dell’Università di Padova, il Palazzo del Bo, assieme ad altri importanti artisti, tra i quali Arturo Martini, Massimo Campigli, Filippo De Pisis, Gino Severini, Bruno Saetti e Achille Funi, realizzando i battenti figurati bronzei Minerva e Apollo del portale del Senato Accademico e della Basilica, nonché il Crocefisso per la stanza del Rettore. È l’occasione di conoscere l’artista padovano dello smalto Paolo De Poli, con cui stringerà un lungo sodalizio. La collaborazione con noti architetti prosegue con il Primo Premio del Concorso della Pontificia Commissione Centrale per l’Arte Sacra nel 1951 per una grande scultura da porre sulla facciata della Chiesa Nuova di S. Antonio Abate a Recoaro Terme (Vicenza), innovativo progetto dell’architetto Giuseppe Vaccaro.

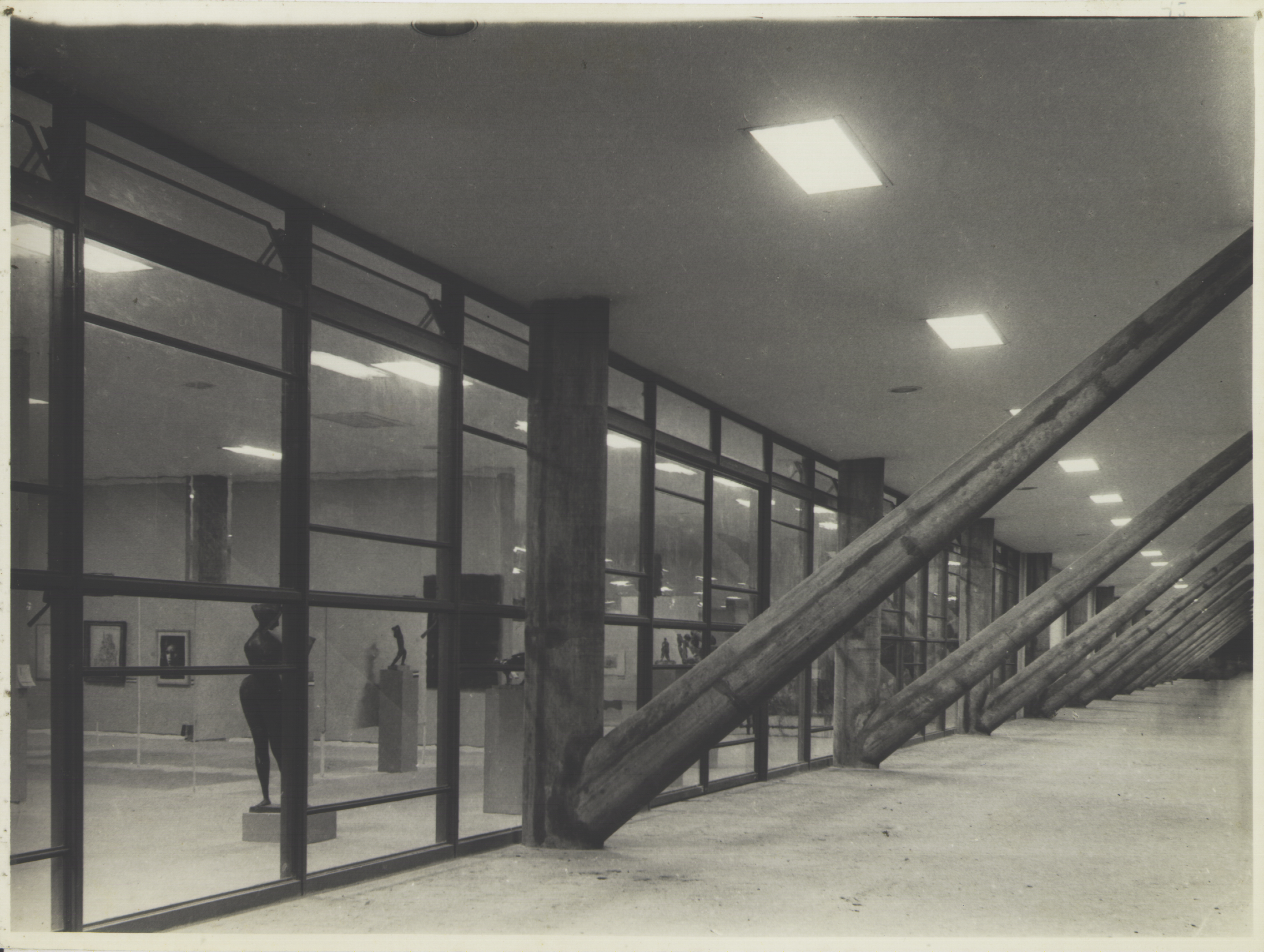
Nuda che ride (1953), esposta alla II Biennale di San Paolo del 1954, Brasile

Le sue partecipazioni si spingono oltre i confini nazionali, raggiungendo prestigiosi riconoscimenti dall’estero: nel 1936 riceve il Diploma d’Onore alla Esposizione d’Arte Italiana Contemporanea a Budapest, il Diploma di Medaglia d’Argento all’Esposizione Internazionale di Parigi nel 1937 e la Medaglia d’Oro per la Scultura all’Esposizione Internazionale di Budapest nel 1938, mentre nel 1939 viene invitato all’Esposizione Universale di New York. Decisiva è la I Biennale Internazionale di San Paolo del Brasile del 1951 (la seconda biennale più longeva dopo quella veneziana), ritornandovi alla II edizione del 1953, vincendo il Premio Acquisto per il Museo d'Arte Contemporanea dell'Università di San Paolo. Dal 1953 partecipa ad otto rassegne della Biennale di Scultura di Anversa, facendo conoscere la propria opera in vari musei europei. Nel 1957 il critico e storico dell'arte tedesco Bernhard Degenhart promuove con forza una sua mostra personale a Monaco di Baviera, che diventerà itinerante toccando le maggiori città tedesche. Espone in innumerevoli mostre di scultura italiana itineranti all’estero, come il tour in Giappone tenendo a Tokyo due mostre personali nel 1968 e 1972. Musei giapponesi conservano sue opere, tra cui i grandi bronzi Chimera alata (1958) e Primavera (1968), entrambi al The Hakone Open Air Museum a Yokohama. Risulta poi vincitore del Premio Parigi 1951 a Cortina d’Ampezzo e nel 1953 compie il suo primo viaggio nella capitale francese, dove tiene un’importante personale alla Galerie Drouant – David. S’inserisce così temporaneamente nell’ambiente artistico parigino, frequentando ed entrando in amicizia con lo scultore cubista russo Ossip Zadkine, lo scrittore musicista jazz Boris Vian e il regista-attore Jean Louis Barrault, che lo avvicinano al teatro d'avanguardia. Il soggiorno francese si completa con la visita allo studio di Costantin Brancusi e il viaggio a Chartres alla cattedrale gotica, esperienze che offrono ulteriori stimoli preziosi alla sua ricerca plastica, che, pur attraverso la rivisitazione del linguaggio cubista, raggiunge negli anni '50 forme autonome, stilizzate, di ricercata grazia compositiva. 
Nel 1948 esordisce come scenografo e costumista al Teatro Verdi di Trieste con Cartoni animati, balletto di Mario Bugamelli. L'attività spettacolare procede con la fondazione nel 1957 del gruppo teatrale La Cantina (similmente a quello che accadrà nelle cantine romane degli anni '70) presentando opere d'innovazione, talvolta in prime nazionali come L'ultimo nastro di Krapp di Samuel Beckett con la regia e recitazione protagonista di un giovane e sconosciuto Gian Maria Volontè. Fino al 1974, le numerose collaborazioni con il Teatro Verdi e il Teatro Stabile di Trieste si contano oltre venticinque spettacoli nel ruolo di scenografo, costumista e regista. Due produzioni romane da ricordare sono le scene e i costumi per il balletto contemporaneo Tautologos di Aurel Milloss (musiche di Luc Ferrari) e il Don Giovanni di Mozart al Teatro dell’Opera di Roma, rispettivamente nel 1969 e nel 1970.
Conclude la carriera artistica con il periodo dei Fiori, da cui uscirà una preziosa collaborazione con l'editore Vanni Scheiwiller. Nel 1970 riceve a Milano il Premio Nazionale “Umberto Biancamano 1970” per la Scultura (gli altri premiati sono Giorgio De Chirico per le Arti Figurative, Eugenio Montale per la Cultura, Ettore Sottsass per il Design, Arnoldo Mondadori per l’Editoria, Riccardo Morandi per l’Architettura, Aldo Aniasi per la Politica). Nello stesso anno tiene una mostra antologica alla Internationale Sommerakademie fuer Bildende Kunst di Salisburgo, dove è invitato a tenere un corso di scultura, che ripeterà l’anno successivo. I due nudi Pomona e Bagnante del 1981, rievocanti lo stile raffinato degli anni cinquanta, e i busti di James Joyce (1981) del Giardino Pubblico di Trieste e di Monsignor Antonio Santin (1982) del Seminario Vescovile concludono idealmente l’intensa attività dell’artista, che muore a Padova il 19 febbraio 1983.

## Opera artistica

Scultura per la sala Icaro Esposizione aeronautica italiana 1934 Milano

L'opera, soprattutto scultorea, di Mascherini potrebbe essere riassunta in "periodi", tuttavia deve essere considerato come idee e forme per un artista siano confluenti e sotterranee tra di esse anche a distanza di decenni. Dopo la scuola per capi d'arte formandosi con Canciani, diventa assistente di Asco impregnandosi di una matrice mestrovicciana. Il giovane artista raccoglie commissioni più "decorative", come è il caso del Cimitero di Sant'Anna e altri cantieri edilizi di Trieste. Questo primo periodo strettamente legato all'architettura necessiterebbe tuttavia di ulteriori approfondimenti. Si nota già un interesse nel modellato di alcuni rilevanti protagonisti nazionali come Medardo Rosso. Nei tardi anni '20 le forme si fanno più abbondanti e rigide, razionaliste. Nei primi anni '30 l'ammirazione per il gusto martiniano è evidente. Il 1931 è un anno di svolta, lo scultore visita infatti il sito romano di Villa Giulia, rimanendo affascinato dalla collezione antica, provocandogli una spinta - di forza istintivamente "warburghiana", riguardante una sopravvivenza dell'antico - che non lo abbandonerà mai più come si evince sia tematicamente nei numerosi riferimenti ai titoli delle opere (dalla mitologia mediterranea) sia formalmente. Non è da escludere che una certa influenza sull'opera mascheriniana sia dovuta alla scultura nuragica, ma non è chiaro quando questa influenza si debba far iniziare, ma un sicuro impatto l'hanno avuto i piccoli bronzi etruschi con il loro caratteristico modellato: 
Gli scultori etruschi ebbero la forza di piantare un uomo, come loro nascente dalla terra, sprigionante tutta una forza naturale che dava una vita autonoma all’opera. I loro bronzetti sono così attuali che non sembra siano trascorsi tanti secoli. Guardandoli sembra che l’artista stia ancora lavorando, prendendo a modello la stessa umanità. Essi sono simili alle piante che per quanto tempo trascorra sono sempre le stesse. Di fronte a tali impressioni crollò definitivamente nel mio spirito l’assioma proclamato dalle teoriche moderne, secondo le quali era necessario sorgesse un’arte del nostro tempo, perché ormai tutto era stato già fatto. Compresi che come un’alba e un tramonto pur restando sempre eguali differentemente si manifestano, dandoci sempre una nuova emozione d’incantamento, così non nella forma sta il comunicare e l’evolversi delle interpretazioni ma nel comprendere l’essenza più pura del suo contenuto. (Marcello Mascherini)
Altre influenze rilevanti sono quelle date dalla produzione di Aristide Maillol già evidente nei primi anni '40 e più tardi dalla scultura di Brancusi e dal cubismo visti i volumi sempre più geometrici, aprendosi quindi alle avanguardie europee più elevate dell'epoca. Testamento scultoreo "mediterraneo" dell'artista è il grandissimo bassorilievo di 12 m di diametro, l'Anello degli Argonauti, oggi in due esemplari al Museo della Scienza di Milano e nell'Aula Magna dell'Università di Trieste (il gesso preparatorio). Le sculture dalle forme abbondanti dei tardi anni '40 incominciano a mutare in una tensione più "acrobatica" come la definisce Alfonso Gatto, concludendosi a singhiozzo all'inizio degli anni '60. Probabilmente questo periodo culmina alla metà degli anni '50, caratterizzato da volumi con articolazioni - soprattutto all'altezza delle mani, piedi e collo - molto affusolate e fragili, ma immerse in un'atmosfera idilliaca ed edenica. Le intersezioni degli arti risultano cubiste, ma elettrizzate da un gusto mediterraneo tutto particolare. Le figure sembrano tutte partecipanti a una danza rituale, abbandonate da ogni sforzo o fatica.

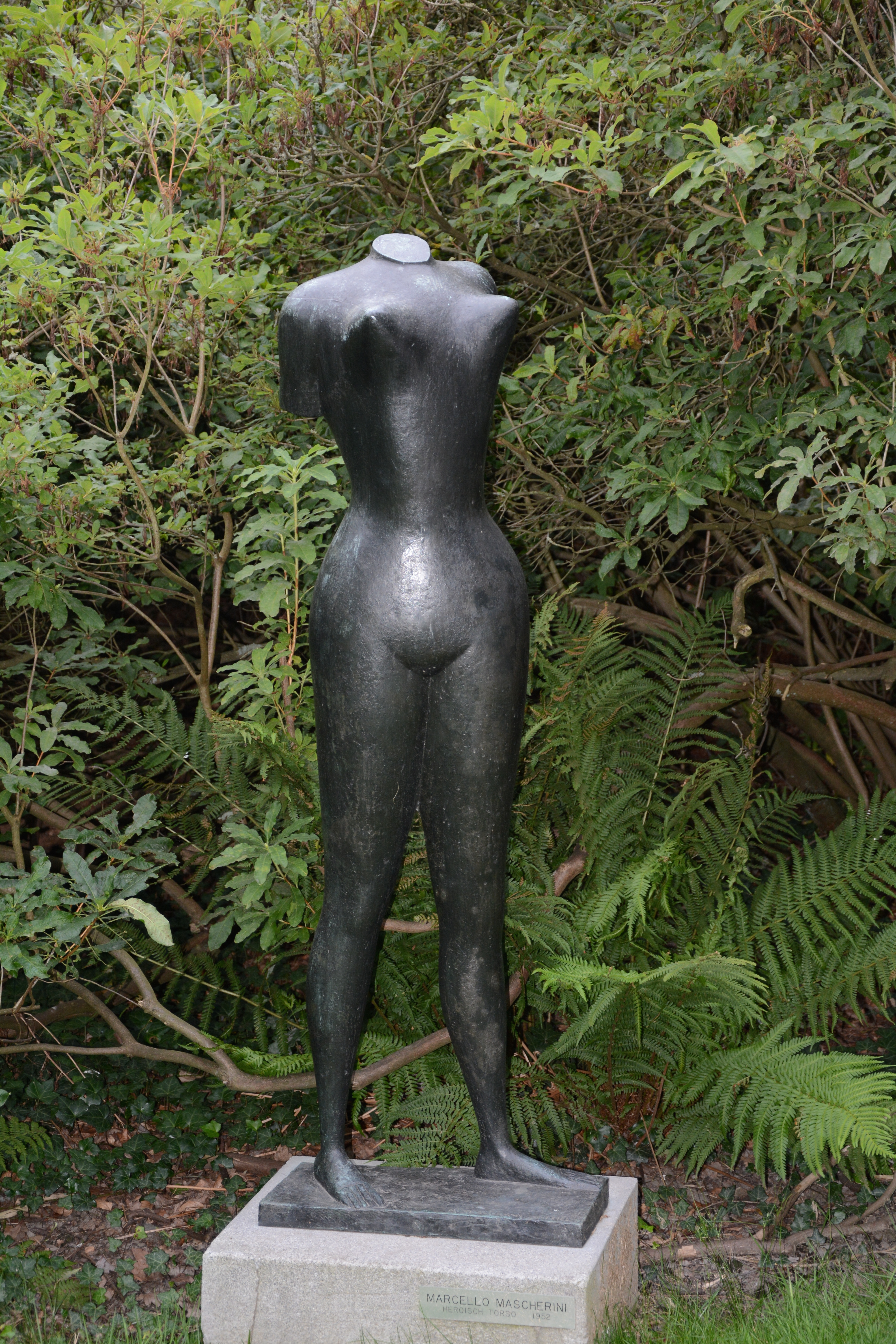
Torso eroico (1952), Beeldentuin Middelheim Museum, Anversa in Belgio

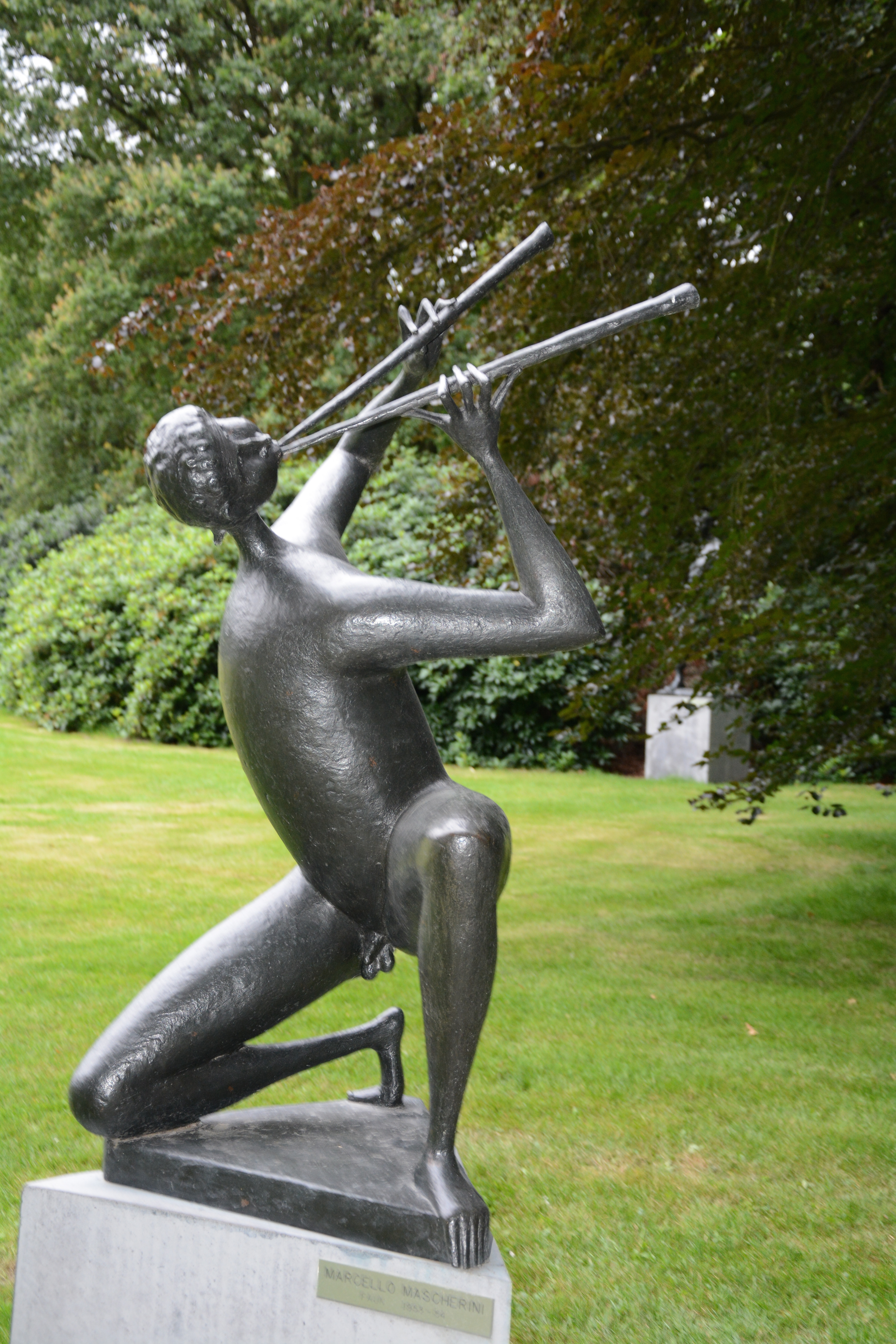
Fauno (1954), Beeldentuin Middelheim Museum, Anversa in Belgio

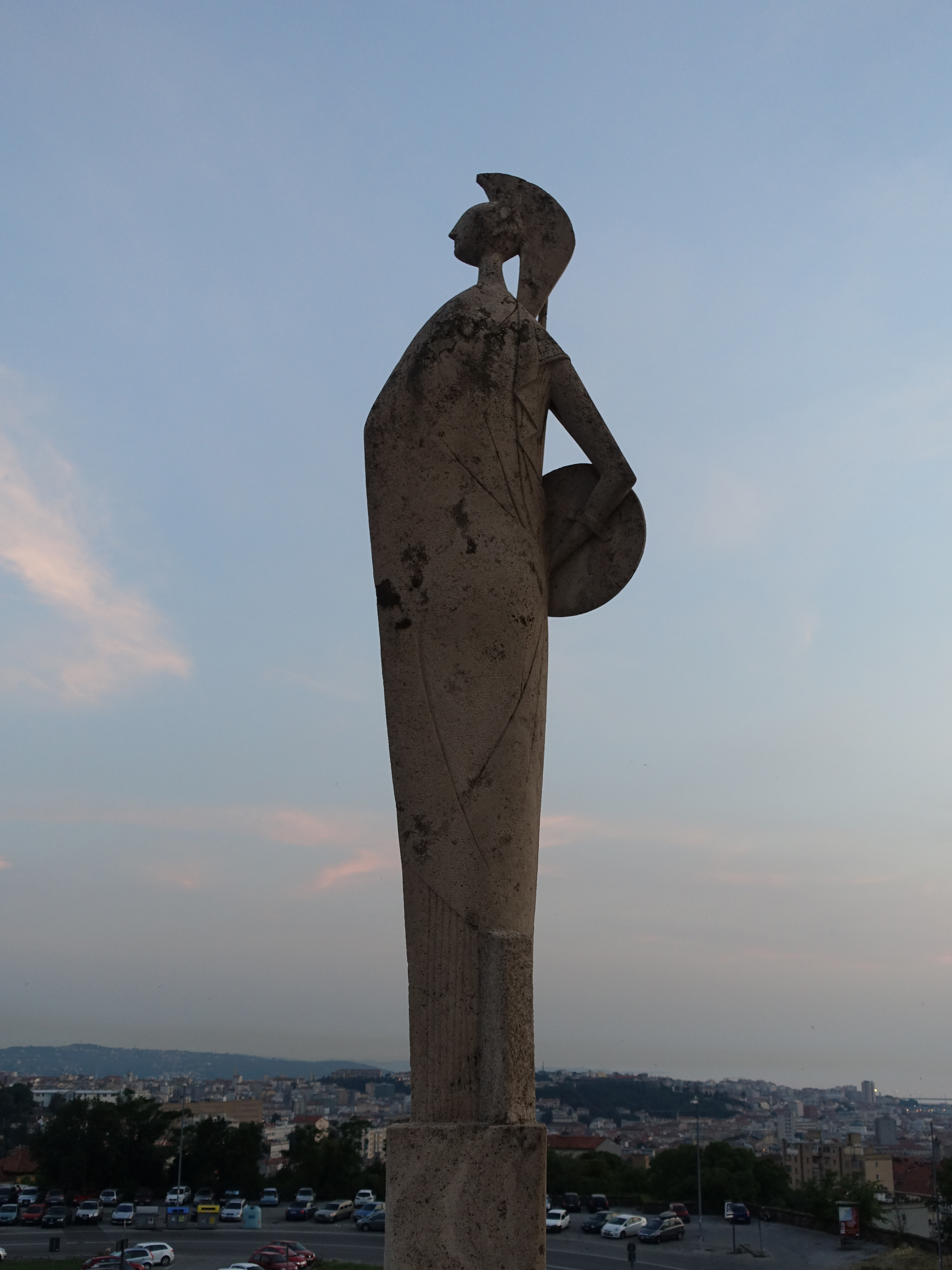
Minerva (1955), Università di Trieste

Il 6 ottobre 1956 viene collocata la grande scultura in travertino Minerva (1955), acquisita dall’Università di Trieste per la nuova sede di Piazzale Europa, già esposta nel Salone d’onore dell’ultima Quadriennale romana.

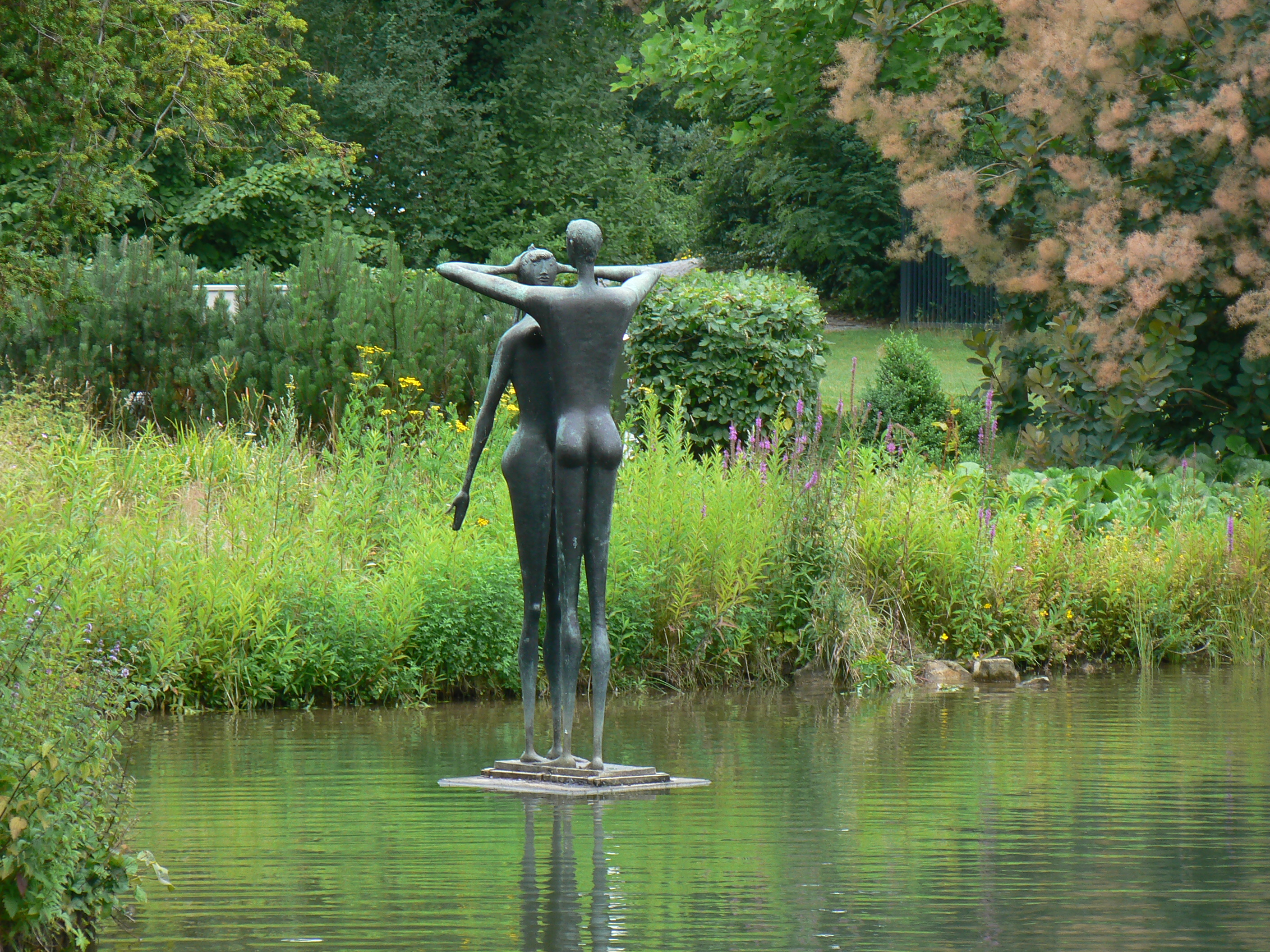
Cantico dei Cantici (1957), sculpturepark Paracelsus-Klinik, Marl in Germania

Con il progetto per il Monumento di Auschwitz, questa epoca bucolica sembra in parte sfiorire. Tale progetto internazionale è stata una notevole operazione da parte di diversi paesi del blocco occidentale durato dieci anni (1957-1967) e incontrando diversi ostacoli e cambi di direttivo. La prima fase di scrematura delle proposte progettuali - gestita da una giuria internazionale presieduta prima dallo scultore britannico Henry Moore e poi dallo storico dell'arte italiano Lionello Venturi - ha visto 426 gruppi da tutto il mondo, di cui solo 7 passarono la prima selezione. Il gruppo rappresentante la città di Trieste, composto da Mascherini e Roberto Costa, era riuscito a inserirsi in quest'ultima rosa di scelte ottenendo una "residenza d'artista" per qualche giorno all'interno del campo. Tuttavia dopo diversi ostacoli e dibattiti internazionali viene affidato il cantiere al gruppo di Roma Julio Lafuente, Pietro Cascella, Andrea Cascella (gli altri erano: primo gruppo di Varsavia con Oskar Hansen, Jerzy Jarnuszkiewicz, Julian Pałka, Lechosław Rosiński, Edmund Kupiecki, Zofia Hansen, Tadeusz Plasota; secondo gruppo di Varsavia con Alina Szapocznikow, Jerzy Chudzik, Roman Cieślewicz, Bolesław Malmurowicz; secondo gruppo di Roma con il team Maurizio Vitale, Giorgio Simoncini, Tomasso Valle, Percile Fazzini; gruppo di Berlino Ovest con Helmut Wolff; terzo gruppo di Varsavia con Andrzej Jan Wróblewski, Andrzej Latos). L'opera scultorea per Auschwitz è comunque realizzata dall'artista e visibile tutt'oggi presso la Risiera di San Sabba. All'inizio degli anni '60 si nota un'ulteriore evoluzione del gusto mascheriniano che affida progressivamente negli anni la "pelle" scultorea - come la definisce l'amico più giovane Giuseppe Zigaina - al calco intrinsecamente drammatico della pietra carsica. Lo stesso Mascherini dichiara che con Morte in miniera (1962) questa propensione all'affidarsi totalmente alle forze della natura è ormai dichiarata, opera dedicata alla tragica vicenda dei minatori italiani di Marcinelle. Le figure umane diventano sempre più "informali", perdendo i dettagli umani e ritrovando la non-completezza dei bronzetti etruschi. Pareti rocciose, sassi, cortecce e parti di alberi vengono ricomposti in una nuova configurazione e sostituendo abiti e parti del corpo dei soggetti sempre più catturati in istanti tragici. Lacerazioni, grida e contratture parlano di un pericolo globale. Nei tardi anni '60, ma soprattutto all'inizio degli anni '70, i soggetti vanno incontro a una metamorfosi vegetale-antropomorfica che affonda il suo immaginario al mito di Dafne: volti e corpi che sono inglobati da un arbusto o un albero, trovando assurdamente e finalmente una pace ora che non sono più formalmente umani. Soprattutto dopo il 1968 si nota come la pelle carsica diventi più protagonista del soggetto stesso, ora quasi mero pretesto. Se prima i movimenti umani e quelli vegetali trovavano un ritmo comune, l'artista sembra adesso più interessato al movimento del ramo cresciuto in condizioni difficili sopra il Carso, modificato dalle condizioni atmosferiche uniche della zona. Nascono di getto, tra il 1972 e il 1974, i Fiori (circa quaranta esemplari), ultimo grande "periodo" dove la figura umana è totalmente allontanata e rifiutata. Si tratta di organismi vegetali primordiali, forme di vita così lontane dall'epoca attuale da diventare quasi fantascientifici: un secondo testamento mascheriniano dopo quello prettamente "acrobatico". L'operazione potrebbe ricordare i readymade di duchampiana memoria o l'Arte povera che sta prendendo piede tra i nuovi movimenti giovanili. Difficile affermare dove e come l'artista triestino abbia trovato ispirazione, probabilmente (ma non unicamente) nelle lunghe passeggiate vicino al suo atelier di Sistiana e che riportano a una "sopravvivenza della natura" più che dell'antico. Sassi, rami (spezzati, segati) sono ricomposti - come un poeta farebbe con le strofe dice Alfonso Gatto - in una sorta di "pacifica" e muta foresta da VII Cerchio dantesco.

## Sodalizi maturi
Nel 1967 trasferisce definitivamente lo studio e l’abitazione a Sistiana sul Carso, continuando ad intrattenere rapporti ed amicizie con numerosi poeti (tra i quali Lina Galli, Alfonso Gatto, Manlio Malabotta, Biagio Marin, Giuseppe Ungaretti), scrittori ed intellettuali (tra cui Riccardo Bacchelli, Stelio Crise, Gillo Dorfles, Agnoldomenico Pica, Vanni Scheiwiller, Fulvio Tomizza), nonché artisti, galleristi e critici d’arte (tra quest’ultimi Umbro Apollonio, Giulio Carlo Argan, Fortunato Bellonzi, Jean Bouret, Bernhard Degenhart, Gian Alberto Dell’Acqua, Arturo Manzano, Giuseppe Marchiori, Giorgio Mascherpa, Alessandro Mozzambani, Guido Perocco, Erich Steingräber, Marco Valsecchi).

## Nomine
Ricopre cariche istituzionali nel Sindacato delle Belle Arti (1940-1971), nell’Associazione Artisti d’Italia (Milano, 1948), nel Consiglio della Biennale di Venezia (1952-1956), nel Consiglio Superiore delle Antichità e Belle Arti (1958-1962), nel Consiglio Esecutivo del Comitato Nazionale Scultura all’UNESCO (Parigi, 1966-1969), come Ispettore per i Beni Culturali ed Ambientali della Provincia di Trieste (1971-1983). Fa parte del Curatorio del Civico Museo Revoltella di Trieste (1940-1975), contribuendo fortemente all’arricchimento della galleria d’arte contemporanea, e del Circolo della Cultura delle Arti (CCA) di Trieste, di cui è socio fondatore e direttore della sezione arti figurative fin dal 1946, svolgendo un importante ruolo nelle dinamiche artistiche del capoluogo giuliano.
È stato membro di innumerevoli giurie di esposizioni d’arte nazionali ed internazionali, socio dell’Accademia degli Sventati (Udine, 1943), dell’Accademia Nazionale di San Luca (Roma, 1948), dell’Accademia Reale del Belgio (Bruxelles, 1961), della Société Européenne de Culture (Venezia, 1963), dell’Accademia Clementina (Bologna, 1969), dell’Accademia delle Arti del Disegno (Firenze, 1970), nonché del Rotary Club Trieste dal 1952.